# SRGN
SRGN (англ. Serglycin) – білок, який кодується однойменним геном, розташованим у людей на короткому плечі 10-ї хромосоми. Довжина поліпептидного ланцюга білка становить 158 амінокислот, а молекулярна маса — 17 652.
| 10         |  | 20         |  | 30         |  | 40         |  | 50         |
| ---------- |  | ---------- |  | ---------- |  | ---------- |  | ---------- |
| MMQKLLKCSR |  | LVLALALILV |  | LESSVQGYPT |  | RRARYQWVRC |  | NPDSNSANCL |
| EEKGPMFELL |  | PGESNKIPRL |  | RTDLFPKTRI |  | QDLNRIFPLS |  | EDYSGSGFGS |
| GSGSGSGSGS |  | GFLTEMEQDY |  | QLVDESDAFH |  | DNLRSLDRNL |  | PSDSQDLGQH |
| GLEEDFML   |  |            |  |            |  |            |  |            |

A: Аланін

C: Цистеїн

D: Аспарагінова кислота

E: Глутамінова кислота

F: Фенілаланін

G: Гліцин

H: Гістидин

I: Ізолейцин

K: Лізин

L: Лейцин

M: Метіонін

N: Аспарагін

P: Пролін

Q: Глутамін

R: Аргінін

S: Серин

T: Треонін

V: Валін

W: Триптофан

Задіяний у такому біологічному процесі, як апоптоз. 
Локалізований у апараті гольджі.
Також секретований назовні.